# Das Dekamerone der Verkannten

Umschlagillustration der Erstausgabe mit handschriftlicher Aufschrift von Stinde

Das Dekamerone der Verkannten ist eine satirische Schrift Julius Stindes, deren Erstausgabe ohne Nennung des Verfassers 1881 mit Porträts und Illustrationen von G. Koch im Berliner Verlag Freund & Jeckel mit einem Umfang von VIII und 163 Seiten erschienen ist. Eine weitere Auflage in gleicher Ausstattung und gleichem Umfang kam 1884 heraus.

## Beschreibung

Schillers Räuber in Kyritz an der Knatter. Buchillustration von Oscar Wagner

Eine wenig erfolgreiche Schauspielertruppe beschließt, um endlich einmal etwas Aussichtsreiches zu unternehmen, nach dem Vorbild des „Dekamerone des Burgtheaters“ ein eigenes Dekamerone zu schreiben. Die einzelnen Mitglieder der Truppe, Soubrette und Erster Intrigant, Komiker, Mütter-Darstellerin und andere schreiben ihre Lebensgeschichte auf. Unterbrochen wird die Abfolge dieser Schauspielerbiographien durch einen Bericht über die Proben und Aufführungen der Truppe in dem Provinzstädtchen „K.“, zu dem es in einer Anmerkung des Setzers heißt, dass es sich möglicherweise um „Kyritz an der Knatter“ handeln könnte. Zur Aufführung kommen Friedrich Schillers „Räuber“, jedoch in einer den Ansprüchen des kleinstädtischen Publikums und den Möglichkeiten der Truppe angepassten Version. Feuer- und Degenschlucker, eine Trapezakrobatin und ein Bär beleben das klassische Stück. Der Kritiker des Lokalblattes äußert sich sehr lobend und hat nur zu bemängeln, dass der Darsteller des Franz Moor statt eines Fracks nur einen einfachen schwarzen Anzug ohne weiße Halsbinde trug. In einem zweiten Intermezzo werden die Rangeleien unter den Beteiligten geschildert: jede/jeder möchte seine Biographie möglichst weit vorn im Buch stehen haben. Zudem wird ein neues Stück vom Direktor angenommen, das ein Textilwarenverkäufer mit Hang zum Theater geschrieben hat. Das Stück wird zum Entsetzen des Autors nach den Bedürfnissen des Ortes und der Truppe zurechtgestutzt. Als die Texte zum „Dekamerone“ beisammen sind, verlangt der Drucker Kostenvorschuss. Das Geld kann nur durch eine Sammelaktion im Städtchen und durch Jubiläums-Sonderveranstaltungen zusammengebracht werden. Als aber der Gagetag angebrochen ist, ist der Direktor samt der Kasse verschwunden.
Das Buch ist mit vielen Anspielungen auf zeitgenössische Theaterzustände und -vorgänge gewürzt, die heute nur noch dem Fachmann verständlich sind. Als vorauseilende Parodie heutiger Theaterzustände kann das Buch allerdings streckenweise auch gelesen werden.
Die Geburtstage „unserer großen Dichter und Komponisten“ werden gefeiert, „. . . auf das Stück kam es freilich so genau nicht an . . .“ 

„Es genügte ja auch, die Gipsbüste des Gefeierten aufzustellen und einen Prolog zu sprechen. Das war hinreichend, um den Gefühlen der Huldigung und Dankbarkeit Rechnung zu tragen. Nachher wollte das Publikum sich amüsiren. Zur letzten Feier von Schillers Geburtstage gaben wir am Vorabend ‚Die Kohlenschulzen‘ und am Tage selbst einen Prolog und ‚Pariser Leben‘. - Goethes Todestag begingen wir mit den ‚Rosadominos‘ und Lessing bekam die „Fourchambaults“, die ja einstimmig als ein moralisch erhebendes Stück erklärt worden sind, während selbst die Drepplern sagte, sie hätte noch nie einen so gemeinen Charakter darzustellen gehabt . . . Klopstocken feierten wir mit der „Kameliendame“ . . .“

Statt eines Impressums bietet die Rückseite des Titelblattes folgende Informationen:
- Druck von Metzger & Wittig in Leipzig.
- Papier von Ferdinand Flinsch in Berlin.
- Zeichnungen von G. Koch in Berlin.
- Zinkätzung von E. Gaillard in Berlin.
- Zink, aus schlesischen Hütten.
- Druckerschwärze von C. Hostmann in Celle.
- Tinte von William Rosenberg in Berlin.
- Federn aus Rügenwalde in Pommern von eigens zu diesem Zwecke gezüchteten Gänsen.

Die Widmung in der Ausgabe von 1887 lautet: „Seinem Verleger Carl Freund zur Erinnerung an das erste Begegnen am 16. März 1878 in Hochschätzung und Freundschaft gewidmet vom Autor.“

## Ausgaben

Frontispiz und Titelblatt von Stindes Die Wandertruppe oder Das Dekamerone der Verkannten, Ausgabe 1887

Nach den Ausgaben von 1881 und 1884 wurde das Buch 1887 mit Illustrationen von Oscar Wagner neu herausgegeben, hier ist auch Stinde als Verfasser genannt:
- Die Wandertruppe oder Das Dekamerone der Verkannten. Parodistische Theaterskizzen von Julius Stinde. Illustrirt von Oscar Wagner. Berlin, 1887, Verlag von Freund & Jeckel. (Carl Freund.)

## Entstehung
Über die Entstehung des Werkes und über Stindes Verhandlungen mit dem Verleger sind wir bestens durch den erhaltenen Briefwechsel informiert. Er wird in der Schleswig-Holsteinischen Landesbibliothek Kiel aufbewahrt und kann in einer Edition mit dem Titel . „Immer glatt und aufrichtig, das ist meine Geschäftsmaxime“ nachgelesen werden. Als Anregung und Vorbild dienten Stinde zwei ernstgemeinte Theater-Dakamerones:
- Das Hamburger Theater-Dekamerone. Herausgegeben von Adolf Philipp und Julius Baron. Hamburg: Rademacher 1881. (2. Auflage erweitert durch eine Geschichte des Thalia-Theaters, ebenfalls 1881)
- Dekamerone vom Burgtheater. Mit 25 Porträts. Wien: Hartleben 1880. (Zweite und dritte Auflage ebenfalls 1880)

## Echo
Das Thema wurde in der Presse mehrfach satirisch behandelt, so zum Beispiel von Gustav Kadelburg, der im Berliner Tageblatt vom 27. Februar 1882 in einem Artikel mit der Überschrift „Ein Dekamerone-Vorschlag“ ein Schema für eine Schauspielerbiographie anbietet, in das der oder die Betreffende nur Name, Ort und Daten eintragen muss, um einen respektablen Dekamerone-Beitrag zu liefern. Im Deutschen Montagsblatt vom 8. August 1881 bezeichnet B. Glogau die folgende Schrift als „drittes Theater-Decamerone“: Vor den Coulissen Originalblätter von Celebritäten des deutschen Theaters. Herausgegeben von Josef Lewinsky. Hofmann, Berlin: 1881. Der Kladderadatsch-Kalender von 1881 enthält auf S. 65–71 ein Neues Theater-Dakamerone mit Illustrationen von Wilhelm Scholz.